# (519) Sylvania
(519) Sylvania – planetoida z pasa głównego asteroid okrążająca Słońce w ciągu 4 lat i 242 dni w średniej odległości 2,79 j.a. Została odkryta 20 października 1903 roku w Landessternwarte Heidelberg-Königstuhl w Heidelbergu przez Raymonda Dugana. Nazwa planetoidy pochodzi od lasu do którego odkrywca lubił wędrować jako chłopiec. Przed jej nadaniem planetoida nosiła oznaczenie tymczasowe (519) 1903 MP.